# Zcash
Zcash és una criptomoneda centrada en la privadesa que es deriva de la base de codi de Bitcoin, amb la principal innovació d'afegir un registre xifrat utilitzant proves de coneixement zero. Comparteix moltes similituds amb Bitcoin, com ara un subministrament total fix de 21 milions d'unitats. Les transaccions poden ser transparents, similars a les transaccions de bitcoin, o poden ser transaccions blindades que utilitzen un tipus de prova de coneixement zero per proporcionar anonimat a les transaccions. Les monedes Zcash es troben en una piscina transparent o en una piscina blindada.
Els usuaris poden utilitzar carteres Zcash com Zashi, que proporcionen privadesa per defecte en exigir que els fons siguin blindats abans de poder ser gastats. El juliol de 2025, aproximadament 20 milions de les monedes existents estan blindades.
Zcash ofereix als transaccionistes privats l'opció de "divulgació selectiva", permetent a un usuari provar el pagament amb finalitats d'auditoria. Una d'aquestes raons és facilitar que els transaccionistes privats compleixin amb les lleis contra el blanqueig de capitals i les regulacions fiscals.

## Ús
Zcash s'utilitza com una criptomoneda centrada en la privadesa que permet als usuaris enviar transaccions blindades (privades) o transparents (públiques). Les transaccions blindades utilitzen proves de coneixement zero per mantenir confidencials el remitent, destinatari i els imports de les transaccions. El juliol de 2025, aproximadament el 20% del subministrament total de monedes ZEC es manté en adreces blindades.
Zashi, una cartera moderna desenvolupada per Electric Coin Company, es considera actualment una de les carteres més fàcils d'utilitzar que ofereix privadesa per defecte. Obliga al blindatge de fons abans de gastar i simplifica les transaccions blindades per als usuaris en totes les plataformes.
Zcash empra un mecanisme de consens de Prova de Treball similar a Bitcoin. Les recompenses per bloc es divideixen entre miners i el fons de desenvolupament de Zcash: el 80% de les recompenses van als miners, mentre que el 20% s'assignen per sostenir el desenvolupament de Zcash. Una futura actualització proposada redirigirà dos terços del fons de desenvolupament als posseïdors de monedes ZEC, permetent-los votar sobre com es distribueixen els fons—introduint un mecanisme de governança més descentralitzat.
Les transaccions de Zcash poden ser transparents, similars a les transaccions de bitcoin, en aquest cas estan controlades per un "t-addr", o poden estar blindades i estan controlades per un "z-addr". Una transacció blindada utilitza un tipus de prova de coneixement zero, concretament una prova de coneixement zero no interactiva, anomenada "zk-SNARK", que proporciona anonimat als titulars de la moneda en la transacció. Les monedes Zcash es troben en una piscina transparent o en una piscina blindada. A desembre de 2017, només al voltant del 4% de les monedes Zcash es trobaven al grup blindat i, en aquell moment, la majoria de programes de moneders de criptomonedes no admetien z-addrs i cap moneder web els admetia. El conjunt blindat de monedes Zcash es va analitzar més a fons per garantir la seva seguretat i es va descobrir que el conjunt d'anonimat es pot reduir considerablement mitjançant patrons d'ús identificables basats en heurístiques.
Mentre que els miners reben el 80% d'una recompensa en bloc, el 20% es dóna al "fons de desenvolupament de Zcash": el 8% a les subvencions Zcash Open Major, el 7% a Electric Coin Co. i el 5% a la Fundació Zcash.

## Esforços d'escalabilitat
Zcash ha evolucionat a través de tres principals piscines blindades, cada una més privada i escalable que l'anterior.

### Sprout (2016): El Prototip
- Primera cadena de privadesa utilitzant zk-SNARKs.
- Requeria una "cerimònia de configuració confiable", que famosament va involucrar Edward Snowden.
- Pesat: Necessitava 3GB de RAM per transacció. No era amigable per a dispositius mòbils.
- Si la configuració fos compromesa, monedes infinites podrien haver estat creades sense detecció.

Avui: en procés de depreciació. Carteres com Zashi migren automàticament els usuaris lluny d'ella i cap a l'opció més privada i segura.

### Sapling (2018): Usabilitat Real
- 100x més eficient: finalment utilitzable en telèfons.
- Va introduir claus de visualització, adreces diversificades i suport per a client lleuger.
- Configuració confiable encara necessària, però aquesta vegada amb centenars de participants en una cerimònia de dues fases (Powers of Tau).[7] Més descentralitzada, però encara una àncora de confiança.

Sapling encara és compatible, però està sent discontinuat. La nova UX dirigeix els usuaris lluny d'ell.

### Orchard (2022): Cap Confiança Necessària
- Construït sobre Halo 2: un sistema ZK recursiu, lliure de configuració confiable.
- Sense cerimònies. Sense suposicions. Sense àncores de confiança.
- Suporta lots, ZK rollups i sincronització eficient en dispositius mòbils.

Orchard és l'estàndard en les carteres Zcash modernes avui.

## Història
El treball de desenvolupament de Zcash va començar el 2013 pel professor Matthew Green de la Universitat Johns Hopkins i alguns dels seus estudiants de postgrau. El desenvolupament va ser completat per l'empresa amb ànim de lucre Zcash, dirigida per Zooko Wilcox, una especialista en seguretat informàtica i cypherpunk amb seu a Colorado. A l'octubre de 2016, The Zcash Company va recaptar més de 3 milions de dòlars de capitalistes de risc de Silicon Valley per completar el desenvolupament de Zcash.
Zcash es va minar per primera vegada a finals d'octubre de 2016. La demanda inicial va ser alta i, en una setmana, les monedes Zcash es cotitzaven a cinc mil dòlars cadascuna. El deu per cent de totes les monedes minades durant els primers quatre anys s'havien d'assignar a l'empresa Zcash, els seus empleats, els inversors i la fundació sense ànim de lucre Zcash.
La configuració de Zcash va requerir l'execució acurada d'un procediment de configuració fiable, quelcom que posteriorment es va conèixer com " La Cerimònia ". per crear la clau privada de Zcash. Per garantir la privadesa, calia generar un nombre realment aleatori enorme que s'utilitzés com a clau privada, alhora que es garantia que cap persona o ordinador conservés una còpia de la clau o que pogués regenerar-la posteriorment. Si la clau privada estigués disponible, es podrien generar monedes Zcash falsificades. La cerimònia va ser un procés de dos dies, executat simultàniament durant un curt període de temps en sis llocs diferents del món, per persones que no sabien per endavant qui més participaria en l'esdeveniment. La clau privada es va generar i es va utilitzar per instanciar Zcash, i els ordinadors utilitzats en el procés van ser destruïts, segons sembla. El 2022, Edward Snowden va afirmar haver participat a la Cerimònia sota un pseudònim.
El 21 de febrer de 2019, la "Zcash Company" va anunciar un canvi de marca com a Electric Coin Company (ECC).
El 19 de maig de 2020, un article titulat "Alt-Coin Traceability" va investigar la privadesa de Zcash i una altra criptomoneda, Monero. Aquest article va concloure que "cal més recerca acadèmica sobre Zcash en general" i que les garanties de privadesa de Zcash són "qüestionables". L'article afirmava que, atès que les heurístiques actuals d'un article del Simposi de Seguretat Usenix del 2018 titulat "Una anàlisi empírica de l'anonimat a Zcash" encara continuen avui dia, el resultat és fer que Zcash sigui menys anònim i més rastrejable.
El 8 de juny de 2020, Chainalysis va afegir compatibilitat amb Zcash als seus productes Chainalysis Reactor i "Know Your Transaction" (KYT). Van observar que menys de l'1% de les transaccions de ZEC estaven completament protegides, amb l'emissor, el receptor i l'import ocults, cosa que va permetre a Chainalysis proporcionar informació parcial de més del 99% de l'activitat de ZEC. Chainalysis també cita un informe de recerca de la corporació RAND que va revelar que menys del 0,2% de les adreces de criptomoneda esmentades a la dark web eren adreces de Zcash o Dash.
El 12 d'octubre de 2020, l'Electronic Coin Company va anunciar una nova organització sense ànim de lucre 501(c)3 anomenada Bootstrap Project (Bootstrap) en una entrada de blog de l'empresa titulada "Els propietaris d'ECC donaran ECC". La majoria dels inversors i propietaris de Zerocoin Electric Coin Company LLC (ECC) han acordat donar l'empresa ECC com a propietat total de Bootstrap. L'entrada del blog d'ECC afirma que no canviarà res dins de l'empresa més enllà de la propietat inclòs el Consell d'Administració. El 27 d'octubre de 2020, ECC va anunciar que els seus accionistes havien votat oficialment a favor de donar el 100% de les accions de l'empresa a Bootstrap. El 30 de març de 2021, l'informe de transparència de l'empresa deia que "ara és una entitat propietat al 100% de 501(c)3 Bootstrap".
El setembre de 2023, un grup de mineria anomenat ViaBTC havia pres el control de més de la meitat del poder de hash de Zcash. Aquest domini del 51% va generar preocupacions sobre un atac, un atac del 51% on podrien manipular les transaccions i danyar la xarxa. Per protegir els usuaris de les possibles conseqüències, Coinbase va implementar ràpidament una sèrie de mesures defensives, incloent-hi la col·locació dels mercats de Zcash en mode "només límit", cosa que va frenar eficaçment les fluctuacions significatives de preus mentre la situació es desenvolupava.

## Actualització de la xarxa
La primera actualització de la xarxa de Zcash es va fer a través d'un hard fork al número de bloc 347500, que va ocórrer el 25 de juny de 2018. Es va introduir una nova característica que va permetre als usuaris configurar temps d'expiració per a les transaccions. Aquesta actualització també va millorar la verificació de signatures, el que va ajudar a millorar la velocitat de les transaccions.
Des de llavors, la xarxa Zcash ha passat per diverses actualitzacions significatives, incloent la implementació del protocol Sapling el 2018 i posteriorment el protocol Orchard el 2022. El 2025, la xarxa continua evolucionant amb millores contínues en privadesa, escalabilitat i usabilitat, amb carteres modernes com Zashi oferint privadesa per defecte i aproximadament el 20% del subministrament total de ZEC mantingut en adreces blindades.